# STOVL
STOVL (eng. Short Take Off and Vertical Landing) opisuje zrakoplov koji za uzlijetanje koristi kratku uzletno-sletnu stazu, a sletjeti može okomito. Ovi avioni koriste se često na nosačima zrakoplova. 
Po NATO definiciji STOVL je sposobnost zrakoplova da nakon uzlijetanja do dužine 450 m preleti prepreku od 15 m i da ima sposobnost okomitog slijetanja.
U odnosu na VTOL letjelice, ovi avioni mogu ponijeti više korisnog tereta. Poznati zrakoplov ove vrste je AV-8B Harrier II koji, iako može uzletjeti okomito, radi svoje mase (naoružanje i gorivo) koristi kratku pistu za uzlijetanje.